# Портфельні інвестиції
Портфельні інвестиції — господарські операції, які передбачають придбання цінних паперів, деривативів та інших фінансових активів за кошти на фондовому ринку (за винятком операцій із купівлі активів як безпосередньо платником податку, так i пов'язаними з ним особами, в обсягах, які перевищують 50 % загальної суми акцій, емітованих іншою юридичною особою, які належать до прямих інвестицій). Портфельні інвестиції не можна вважати противагою прямим, вони є їх доповнюючим елементом.
Портфельні інвестиції передбачають одержання стабільного поточного доходу у вигляді відсотків або дивідендів і додаткового доходу у вигляді різниці між ціною придбання та реалізації активу (курсової різниці).

## Суть
Компонент «портфельні інвестиції» фінансового рахунку включає операції з акціями, іншими цінними паперами та похідними фінансовими інструментами, за винятком тих випадків, коли ці операції належать до прямих інвестицій чи резервних активів. Характерною рисою цих інструментів є те, що вони можуть вільно обертатися на фінансовому ринку.
Термін портфельні інвестиції охоплює широкий спектр класів активів, включаючи акції, державні облігації, корпоративні облігації, інвестиційні фонди нерухомості (REIT), пайові фонди, біржові фонди (ETF) та банківські депозитні сертифікати. Портфельні інвестиції можуть також включати більш езотеричний вибір, включаючи опціони та деривативи, такі як варанти та ф'ючерси.
Портфельні інвестиції можна розділити на дві основні категорії:
- Стратегічні інвестиції передбачають придбання фінансових активів з метою їх довгострокового потенціалу зростання або прибутковості, або того й іншого, з наміром утримувати ці активи протягом тривалого часу.
- Тактичний підхід вимагає активної покупки та продажу діяльності в надії на досягнення короткострокових вигод.

### Міжнародні портфельні інвестиції
Міжнародні портфельні інвестиції — це вкладення капіталу в іноземні пайові чи боргові цінні папери з метою отримання доходу без права реального контролю над об'єктом інвестування.
Основою міжнародних портфельних інвестиції є здебільшого приватний підприємницький капітал. Головне завдання портфельного інвестування — поліпшення умов інвестування за рахунок надання сукупності цінних паперів (за умов їх вдалої комбінації) таких інвестиційних характеристик, котрих не надає жоден окремо взятий цінний папір.
Головним мотивом здійснення міжнародного портфельного інвестування є прагнення вкласти капітал у ту країну та в такі цінні папери, в котрих він приноситиме максимальний прибуток за допустимого рівня ризику. Іноді портфельні інвестиції розглядаються як засіб захисту грошових коштів від інфляції та отримання спекулятивного доходу.